# アンリ・プロスト
レオン・アンリ・プロスト（Leon Henri Prost、1874年2月25日 - 1959年7月16日）はフランスの都市計画家、建築家。 モロッコなど、イスラム圏での都市計画に活躍した。

## 経歴
エコール・デ・ボザールの出身で、1902年に国立印刷局の課題でローマ大賞を受賞する。1910年、アントウェルペンの国際都市計画コンペで一等になったのをきっかけに、1911年、建築家アルフレッド・アガシュ、ジャック・マルセル・オービュルタン、アンドレ・ベラール、ウジェーヌ・エナール、エルネスト・エブラール、レオン・ジョセリー、アルベール・パランティ、都市計画家兼造園家ジャン＝クロード・ニコラ・フォレスティエ、造園家・環境デザイナーのエドゥアール・ルドンとともに、フランス都市計画家協会を共同設立。

## フランス保護領モロッコでの都市計画
1912年、モロッコはフランスとの保護領条約に調印、初代モロッコ総督となったユベール・リヨテからモロッコの新首都都市計画の委託を受ける。こうして、1913年以降10年間、モロッコやトルコなどで都市計画に従事することになる。カサブランカではスークをフランス風広場に改造、新市街にはアール・デコ様式の建築群を出現させる。平坦な農地に建設された新都市フェスの新市街・ヴィル・ヌーベルでは、カフェが並ぶ広場や広幅員の道路に一階部分を柱廊立ち並ばせた沿道型アパルトマンの街並みを、旧市街とは完全に区分して計画した。

## コミュニティに奉仕する都市構成
「1920年代のモロッコのプロジェクトにおいて、プロストは都市芸術の模範的な形態を完璧に表現していたが、大規模都市の必然的な発展によってもたらされた労働の分担の大幅な強調によって、急速に破滅に追い込まれた」という考えから出発することができる。建築家であり都市計画家であった彼は、当時植民地モロッコを統治していた啓蒙的な政治家として知られるユベール・リヨテ総督の計画に慎重に対応した。彼の仕事は、開けた土地に新しい町を設計することであったが、その土地に住むことによって、その土地の背景を研究し、経験することであった。彼の計画では、公共スペースの配置と区画の分割、そして建設されるブロックの両方が定義された。
都市のダイナミズムを考慮して、後者は「密集可能」な区画として考えられており、公共スペースが破壊されないように、区画の後方に配置されている。このように、ラバトのようなモロッコの都市の成長を管理し、組織化するためには、「初期計画の主要路線を無効にすることよりも、プロスト計画の知的な更新が必要なのである」。

## きわめて特別な指導方法
とはいえ、都市計画家がアナリストやアドバイザーの役割に追いやられていることを、彼は快く思っていなかった。コート・ダジュールへの彼の介入は、パリ地方と同様、プロスト自身によって「フランスの政治体制を崩壊させたばかりの否定的な精神によって妨げられている」と判断された5。彼はパリを開放する必要性をいち早く理解したが、近代主義的な考え方に反して、道路建設だけでこの必要性に応えようとはせず、郊外を首都への玄関口として扱うことを望んだ。
カサブランカと同様、美学と都市計画の間にある親密な関係を思い起こさせ、より一般的には、都市を構成する複数のプレーヤーを考慮する義務を主張した。
プロストはイスタンブールで、地元当局が自分の計画に関心を持っているかどうか疑問に思っていた。しかし、フランスと同じようにトルコでも、彼は地元の専門家（建築家、医師、社会学者）に助言を求め、自分の後を継ぐ人材を育成した。
同じ精神で、彼は都市計画部門を設置し（最初の都市計画はメッツ）、信頼できる定期的な現状調査表を良心的に作成するよう要求した。航空写真の利用を明確に求めたのは間違いなく彼が最初であった。航空写真を利用すれば、都市の構成、特に街区内をより詳細に把握することができる。
かつてパリ大学都市研究所の教授であった彼は、実に実践的なケーススタディで学生たちを魅了することで、この教育的天職を確認した。実際、アンリ・プロストの考え方が私たちに届くのは、学生たちを通してなのである。
1929年から1959年まで建築高等専門学校の学長を務める。
1930年に建築家中央協会の会員となる。1932年より、ジャン・ロワイエと雑誌『Urbanisme』を共同編集。1933年、アカデミー・デ・ボザール会員に選出される。
彼は多くの著作を残したが、出版された痕跡はほとんどなく、その仕事は灰色文献に属すると考えられている。文化主義的な都市計画の模範的な人物であり、地域の遺産に配慮しているが、彼の計画が「機転と思慮深さをもって解釈された近代性から免れていない3 」という点で、進歩的な近代都市主義の支持者と根本的に対立すべきではない。さらに、（フランスと同様にモロッコでも）彼の建築家チーム全体が真に永続的な協力を惜しまなかったことは、彼の都市計画が建築作品と不可分であることを意味している。

## おもな都市計画
- 1914年-1922年 : ラバト首都計画構想のほか、マラケシュ、メクネスなど諸都市の都市改良計画立案
- 1917年-1922年 :カサブランカ都市計画 (dont la place de France (actuelle Place Mohamed V) et le Palais de justice avec Joseph Marrast).
- 1922年 : コートダジュール都市計画立案
- 1928年 - 1935年 :　パリ地域圏計画を、ジャン・ルイ、ピエール・レマールらと手がける。
- 1928年 - 1930年 : メツ市街地都市計画立案
- 1932年 - 1939年 : アルジェ地域圏計画
- 1940年:トルコ・ブルザ都市計画案立案。
- 1936年-1951年 : イスタンブール市街地都市計画立案

そのほか、1932年からはジーン・ロワイエと共に雑誌「アーバニズム」を共同主宰する。1933年には、芸術のアカデミーのメンバーに選出される。 1929年から1959年まで、建築専門学校の校長をも務めた。

## 日本とのかかわり
1911年8月1日に、フランス政府より在日本国フランス大使館の建築設計を依頼された。遠く離れた極東の国、日本の大使館用敷地の図面や建築材料単価が分からないために、各国で鉄筋コンクリート造の建設を手がけて現地の事情に詳しいフランソワ・アンネビックに書簡を送って相談した。アンネビックは、イギリスでの事業パートナーであるルイ・ギュスターヴ・ムシェルのムシェル・アンド・パートナーズ社に、日本における材料の品質と価格、業者と職人について問い合わせた。そして日本における砂、砂利、セメント鉄筋の単価を割り出し、アンネビック工法での鉄筋コンクリート造による大使館の詳細な検討を進めて、1912年2月23日に大使公邸の構造図まで用意した。
1912年のフェズ条約によって領土の大部分がフランスの保護領になったモロッコに赴くことになったプロストの大使館計画案は、アレクサンドル・マルセルに引き継がれた。

## 受賞・受章・栄典
- 1902年 : ローマ大賞。
- 1910年 : アントワープ国際都市計画コンペティションで優勝。